# Heribert Holzapfel
Heribert Joseph Holzapfel OFM (ur. 11 listopada 1868 w Neckarsulm, zm. 26 maja 1936 w Monachium) − niemiecki historyk, franciszkanin, prowincjał.
Do Zakonu Braci Mniejszych wstąpił w 1884 w prowincji bawarskiej. Święcenia kapłańskie przyjął w 1891. Był wykładowcą seminaryjnym, w latach 1912–1918 prowincjałem swej macierzystej prowincji. W 1922 założył w stowarzyszenie katolickie Katholischeheimatmission. Publikował dzieła dotyczące historii Kościoła. W 1909 wydał „Podręcznik historii Zakonu Braci Mniejszych”, będący syntezą historii franciszkanów (wydanie polskie w 2012).